# 巌倉水電
巌倉水電株式会社（旧字体：巖倉水電株式會社󠄁、いわくらすいでんかぶしきがいしゃ）は、明治末期から大正にかけて存在した日本の電力会社である。中部電力パワーグリッド管内にかつて存在した事業者の一つ。
伊賀上野の実業家田中善助の個人電気事業を、開業翌年の1905年（明治38年）に法人化して発足。主として三重県伊賀地方北部へ電気を供給した。1922年（大正11年）、三重県内の電気事業統合により三重合同電気（後の合同電気）に合併された。
本項目では、田中善助が巌倉水電に続いて設立した系列発電会社の比奈知川水電株式会社（ひなちがわすいでん）についても記述する。こちらは1919年（大正8年）に設立され、巌倉水電と同時に合同電気へ合併された。

## 沿革

### 明治期
巌倉水電の創業者は伊賀上野の実業家田中善助（1858 - 1946年）である。田中の本業は金物商で、1879年（明治12年）に家を継ぎ新町で金物屋「金善」を経営していた。店で洋鉄・洋釘などの輸入品の取り扱いを始めるとこれが好評で、資力に余裕が生じたことから家業以外の事業にも手を広げてまず開墾事業に乗り出す。そして次に始めたのが電気事業であった。
伊賀上野では、1896年（明治29年）1月、大岡正という電気技術者が町を訪れて土地の有力者を勧誘したことで電気事業起業への動きが始まった。大岡は中部地方各地で水力発電所建設に携わった技師である。森川六右衛門や大岡らにより水力発電の出願がなされたことを聞きつけた田中は途中で発起人に加わり、水利権出願や逓信省への電気事業許可申請などの手続きを進めた。しかし資金集めに窮し発起人の離脱も相次いで起業失敗に終わる。そのため田中や大岡は方向を転じ、名張の有志に呼びかけて青蓮寺川（淀川水系、名張川支流）の開発を試み、名張へと供給してから増資を行い上野へと遠距離送電するという計画を立てて1896年6月会社設立手続きに着手するが、やはり資金が集まらず失敗した。田中は引き続き青蓮寺川の開発を目論み1897年（明治30年）にも上野・名張双方から発起人を集め「伊和電力」を設立しようとするが失敗する。
失敗続きのため田中は単独での起業を決意し、適地を物色の末に巌倉（現・伊賀市岩倉、木津川沿岸）での発電計画を立案、水利権を申請した。県当局の許可が2年経っても下りないため田中は無断で工事を始め、その結果罰金刑に処せられるものの、直後に工事許可が下りた。逓信省からの電気事業経営許可は1902年（明治35年）5月5日付である。工事を進めるうちに浜辺喜兵衛（呉服太物商・銀行頭取）・服部孝太郎（農業・銀行頭取）・筒井喜一郎（酒造業）の3人が後援者となり、彼らの呼びかけで資金集めに成功した。そして発電所を完成させて1904年（明治37年）2月6日事業開始に漕ぎ着けた。発電所竣工により上野の町にはじめて電灯が点灯している。この巌倉発電所の出力は100キロワットで、三相交流発電機を置いたことから電動機を動かすための動力用電力供給にも対応した。
開業翌年の1905年（明治38年）、田中の電気事業は株式会社組織に改められ「巌倉水電株式会社」が発足した。会社設立は1月10日付、田中善助から会社への事業譲渡認可は2月10日付、設立登記は11月27日付である。また『三重県統計書』には1905年12月1日より会社組織で経営中とある。巌倉水電の本社は上野町大字福居町56番屋敷に設置。設立時の取締役は田中善助・筒井喜一郎・広部貞郎（銅鉄商、慶應義塾卒）の3名で、田中が社長、広部が常務を務める。資本金は設立時7万5000円。会社化直後、1905年末時点での電灯数は1885灯（うち30灯は街灯）であった。
巌倉水電で成功を収めた後、田中は改めて青蓮寺川を開発すべく1906年（明治39年）に水利権を申請する。この計画には川北栄夫らシーメンス・シュッケルト電気（ドイツ・シーメンスの日本法人）の関係者も参入し、「三重共同電気」として会社設立が実現する。同社は1910年（明治43年）8月に開業し、津市の津電灯への供給を始める。同年10月にはその津電灯を合併し、半年後には2代目の津電灯へと発展した。同時期、巌倉水電も順調に事業を拡大しており、最初の増資により資本金は1912年（明治45年）7月に15万円となった。また明治末期の巌倉水電では金属線電球という改良型白熱電球の普及が進んだ。巌倉水電が採用したのは「オスラム電球」と呼ばれる金属線電球（発光部分にタングステン線を用いるタングステン電球の一種）で、これは高価だが従来の炭素線電球に比して消費電力が3分の1で済む上に寿命が長いという特徴を持つ。巌倉水電は松江電灯（島根県）や豊橋電気（愛知県）などとともにオスラム電球を早期（1911年以前）に採用した事業者であった。

### 大正期
巌倉水電では大正時代に入ると、まず1913年（大正2年）12月に巌倉発電所の出力を150キロワットに引き上げた。さらに管内の電灯・電力需要増加に対処すべく上野の西、阿山郡島ヶ原村での水力発電所建設を計画したが、許可が得られなかった。そのためガス力（内燃力）発電所建設に方針を転じ、阿山郡小田村（現・伊賀市小田町）の服部川沿いに1915年頃出力75キロワットのガス力発電所を完成させた。発電所完成後、1915年（大正4年）末時点での供給成績は取付電灯8904灯（炭素線電球は全廃）、電動機33台・計108馬力（81キロワット）であった。前後して2度目の増資もあり、1916年（大正5年）9月より資本金は30万円となっている。
他方、創業者の田中善助は青蓮寺川に続いて名張川上流部の比奈知川（ひなちがわ）の開発を試み、1914年（大正3年）5月に水利権を出願していた。当初は宇治山田市（現・伊勢市）方面への送電を企画し、同地の伊勢電気鉄道と電力供給契約を締結していたが、許可が下りないのでこの契約を取り消し、送電距離が半分になり有利ということで奈良県の関西水力電気と供給契約を結びなおした。計画変更の上で県庁へ水利権許可を迫った結果ようやく許可が下り、さらに1918年（大正7年）12月には逓信省から電気事業法準用事業の認定も得た。そして翌1919年（大正8年）4月26日、「比奈知川水電株式会社」が発足に至る。比奈知川水電の資本金は50万円で、本社は巌倉水電と同じ上野町大字福居町56番屋敷に構えた。
1910年代末より巌倉水電では供給力拡充が進んだ。まず1919年頃、小田村のガス力発電所が増設され出力が225キロワットとなった。次いで翌1920年（大正9年）、供給区域が隣接する北勢電気（四日市）によって両社間を連絡する送電線が建設され、10月より北勢電気側からの送電が開始された。逓信省の資料によると、1921年（大正10年）時点での供給力は自社電源375キロワットに北勢電気からの受電150キロワットを加えた計525キロワットとなっている。同年末時点での供給成績は取付電灯2万4058灯、電動機71台172.5馬力（129キロワット）、その他電力装置2台1.8キロワットであった。また事業拡大にあわせた3度目の増資もあり、資本金は1920年3月より60万円へと拡大した。
1921年11月、三重県内では県下の主要電力会社である津電灯・伊勢電気鉄道・松阪電気（松阪町）の3社合併が決定された。この合併は、県内電気事業の統一を目指す県知事山脇春樹の勧告に応じて決定されたものだが、四日市の北勢電気は関西電気（後の東邦電力）との合併を選んで合併協議から離脱、巌倉水電は合同には合意したものの時期を見て合流する方針を決めたため、3社合併となったという経緯がある。翌1922年（大正11年）5月1日、3社合併による新会社・三重合同電気株式会社（後の合同電気）が発足。直後の5月30日、三重合同電気・巌倉水電・比奈知川水電の3社はそれぞれ臨時株主総会を開いて三重合同電気を存続会社とする合併を決議する。そして同年9月11日付で合併が成立し、同日をもって巌倉水電・比奈知川水電両社は解散した。
三重合同電気との合併直前の1922年6月、比奈知川水電は比奈知発電所を完成させて開業式を挙げていた。送電先は関西水力電気の予定であったが、三重合同電気との統合にあたって三重県外への送電が認められなかったため、関西水力電気との契約は解除して県内へと送電した。

### 年表
- 1902年（明治35年）
  - 5月5日 - 田中善助個人に対し逓信省より電気事業経営許可[9]。
- 1904年（明治37年）
  - 2月6日 - 田中善助の電気事業が開業[9]。
- 1905年（明治38年）
  - 1月10日 - 巌倉水電株式会社設立。資本金7万5000円、本店所在地三重県阿山郡上野町大字福居町56番屋敷[1]。
  - 2月10日 - 逓信省より田中善助から巌倉水電への事業譲渡が認可される[9]。
- 1912年（明治45年）
  - 4月18日 - 7万5000円の増資を決議[33]。
- 1916年（大正5年）
  - 7月19日 - 15万円の増資を決議[34]。
- 1918年（大正7年）
  - 12月29日 - 比奈知川水電発起人に対し逓信省より電気事業法準用事業認定[25]。
- 1919年（大正8年）
  - 4月26日 - 比奈知川水電株式会社設立。資本金50万円、本店所在地阿山郡上野町大字福居町56番屋敷[4]。
  - 12月19日 - 巌倉水電、30万円の増資を決議[35]、資本金60万円となる[7]。
- 1922年（大正11年）
  - 5月1日 - 津電灯・松阪電気・伊勢電気鉄道の合併で三重合同電気（後の合同電気）設立[29]。
  - 5月30日 - 巌倉水電・比奈知川水電は三重合同電気との合併を決議[31]。
  - 9月11日 - 三重合同電気との合併成立し[32]、巌倉水電・比奈知川水電両社解散[2]。

## 供給区域

三重県下の主要電気事業者供給区域図（1921年）。水色の部分が巌倉水電の供給区域

1919年12月末時点における巌倉水電の電灯・電力供給区域は以下の通り。
- 三重県阿山郡
  - 上野町・城南村・小田村・三田村・新居村・長田村・花之木村・友生村・中瀬村・府中村・丸柱村・河合村・玉滝村・鞆田村・壬生野村・西柘植村・東柘植村・島ヶ原村（現・伊賀市）
- 三重県名賀郡
  - 猪田村・依那古村・比自岐村（現・伊賀市）

なお、これらの地域は1951年（昭和26年）に発足した中部電力の供給区域にすべて含まれている（三重県は南牟婁郡の一部を除き中部電力区域）。

## 発電所

### 巌倉発電所
巌倉水電最初の水力発電所は巌倉発電所（岩倉発電所）という。所在地は阿山郡新居村大字西山（現・伊賀市西山）。会社設立前年の1904年（明治37年）2月に、田中善助の個人経営事業の発電所として運転を開始した。出力は当初100キロワット、1913年（大正2年）12月以降は150キロワットである。
現在「岩倉大橋」がかかる場所の近くに堰堤を築き、木津川（伊賀川、発電所付近は「岩倉峡」と称す）より毎秒1.14立方メートルを取水。川の右岸に沿った約2.2キロメートルの水路で13.0メートルの有効落差を得て発電した。水車・発電機ともに芝浦製作所製であったが、大正期の更新により水車はフォイト（ドイツ）製、発電機はシーメンス（同）製となった。発生電力の周波数は60ヘルツである。
巌倉水電から合同電気、東邦電力、中部配電を経て1951年（昭和26年）以降は中部電力に帰属した。この間、1937年（昭和12年）3月に巌倉発電所から「新居発電所」へと改称している。1953年（昭和28年）に洪水で水没し、1955年（昭和30年）2月1日に廃止となった。

### 比奈知発電所
所在地 ： 北緯34度36分49.0秒 東経136度9分14.0秒 / 北緯34.613611度 東経136.153889度
比奈知川水電の発電所は比奈知発電所と称する。所在地は名賀郡比奈知村大字上比奈知（現・名張市上比奈知）。1922年（大正11年）5月21日に竣工した。
名張川（比奈知川）に堰堤を築き、毎秒1.95立方メートルを取水、川の左岸に通した約2.9キロメートルの水路で57メートルの有効落差を得て発電した。発電所は現・比奈知ダムのやや下流にあった。エッシャーウイス（スイス）製のフランシス水車とウェスティングハウス・エレクトリック（アメリカ）製の発電機各2台を備え、出力は800キロワットである。発生電力の周波数は巌倉発電所と同様60ヘルツ。
比奈知川水電から合同電気、東邦電力、中部配電を経て1951年以降は中部電力に帰属した。水資源開発公団による比奈知ダム建設に伴い1991年（平成3年）2月19日に廃止されており、現存しない。

### ガス力発電所
明治末期から大正初期にかけて、内燃力発電の一種であるガス力発電が全国的に発達した。これは、石炭・コークスなどを熱するガス発生装置と、そこで生ずるガスを吸入・燃焼し駆動するガスエンジンの2つを組み合わせた「吸入ガス機関（サクションガスエンジン）」を原動機に用いる発電方法である。三重県は電気事業者がガス力発電を多用した地域の一つで、巌倉水電でもガス力発電所を運転していた。逓信省の資料によると発電所名は第二発電所といい、阿山郡小田村字上沢ノ谷（現・伊賀市小田町）に位置した。
逓信省の資料によると1915年度下期からの運転が確認できる。発電所出力は当初75キロワット、1919年末時点では225キロワット。吸入ガス機関2台と、大阪電灯製75キロワット発電機・芝浦製作所製150キロワット発電機を各1台備えた。発生電力の周波数は巌倉発電所と同じく60ヘルツの設定である。
三重合同電気時代の1924年（大正13年）になり発電所構内への変電所設置と送電線新設に伴って運転休止状態となり、1928年（昭和3年）6月に廃止された。跡地には市営上水道の水源地（第一水源）がある。

## 人物
三重合同電気との合併前年、1921年に行われた総改選にて就任した巌倉水電の役員は以下の7名である。
- 代表取締役 ：
  - 田中善助 ： 社長[3]。上野の代表的実業家で他に伊賀鉄道社長などを務める[45]。
- 取締役 ：
  - 筒居信郎 ： 支配人兼任[3]。上野の資産家で1909年巌倉水電入社[46]。
  - 筒井喜一郎 ： 上野の資産家、家業は酒造業[47]。
  - 浜辺喜兵衛 ： 上野の資産家、家業は呉服商[48]。
  - 松本堯次郎 ： 名賀郡阿保町の資産家・銀行家[49]。
- 監査役 ：
  - 岡又五郎 ： 元伊賀上野銀行頭取[50]。
  - 服部孝太郎 ： 阿山郡鞆田村の資産家・銀行家[51]。